# Euclymene robusta
Euclymene robusta är en ringmaskart som först beskrevs av Arwidsson 1906.  Euclymene robusta ingår i släktet Euclymene och familjen Maldanidae. Inga underarter finns listade i Catalogue of Life.